# Mário Sérgio Santos Costa
Mário Sérgio Santos Costa, mais conhecido como Marinho (Penedo, 29 de maio de 1990), é um futebolista brasileiro que atua como atacante. Atualmente defende o Fortaleza.

## Carreira

### Início
Nascido em Penedo, Alagoas, Marinho começou a jogar bola com 10 anos, em peladas. Conforme ia jogando e se destacando, Marinho foi chamado para jogar com jogadores mais velhos e após isso, entrou para a Ponte Preta, um clube amador de Penedo, tendo passado depois a fazer parte de um projeto da polícia militar chamado "Ocupar para não Entregar", cujo objetivo era educar e disciplinar jovens.
Então em 2003, aos 14 anos, Marinho foi atuar no Penedense, de sua cidade natal, tendo ficado até 2006 no clube. Depois, foi para o Corinthians Alagoano, sendo observado pelo técnico Eduardo Neto, mas acabou não assinando um contrato. Então, em meados de 2007 com 17 anos, acabou indo para o Santos, onde vestiu a camisa 10 e jogou com jogadores como Rafael Cabral, Serginho e Neymar. Porém, não assinou contato pelo fato de ser um contrato curto, seis meses, e que não seria um tempo suficiente para mostrar seu trabalho.
Ficou quatro meses no clube e após receber uma ligação do então presidente do Penedense Juca Vasconcellos dizendo que havia arranjado testes em clubes do Rio de Janeiro, Marinho se mudou e chegou a treinar no Vasco e no Flamengo, mas optou pelo Fluminense por  gostar da estrutura e por ter um time forte, tendo o Fluminense onde começou sua carreira profissional.

### Fluminense
Marinho subiu para o time Sub-20 do Fluminense em 2008 e por ser uma promessa, acabou recebendo oportunidades pelo fato do então técnico do clube Renato Gaúcho solicitar atletas da base para o elenco principal, com intuito de priorizar os titulares para a Libertadores. Sua estreia foi em 8 de março, entrando aos 30 minutos do segundo tempo na derrota por 3–1 para o Botafogo na 7ª rodada do Taça Rio.
Estreou no Brasileirão no empate por 0 a 0 diante do Atlético Mineiro em partida válida pelo Campeonato Brasileiro de 2008, tendo jogado ainda mais algumas vezes em uma sequência de jogos que coincidiu com as fases finais da competição continental. No entanto, sua estadia no clube foi curta, tendo atuado em apenas oito partidas no ano, sete pelo Brasileirão e uma pelo Carioca. Como o contrato de Marinho se encerrava ao fim daquele ano e houve divergências entre a diretoria do Fluminense e o seu empresário, o ex-jogador Bismarck, a renovação acabou travada. Além disso, acabou sendo afastado do grupo principal e voltou ao Sub-20 por decisão do coordenador de futebol tricolor daquele período, o também ex-jogador Branco.

### Internacional
Em 30 de dezembro de 2008, com apenas 18 anos, foi anunciado como novo reforço do Internacional por cinco anos, além do Colorado, Marinho havia despertado o interesse do Porto de Portugal. Realizou sua estreia pelo time gaúcho em uma goleada por 4 a 1 em cima do Canoas, em partida válida pelo Campeonato Gaúcho. No mesmo ano Marinho ganhou seu primeiro título como profissional, o Campeonato Gaúcho de 2009, o 39º do Internacional.

#### Empréstimos
Com poucas oportunidades, Marinho acabou sendo emprestado para o Caxias para a disputa da Série C de 2011. No mesmo acabou emprestado novamente só que para o Paraná Clube para a disputa da Série B onde conseguiu marcar dois gols em uma derrota por 4 a 3 para a Ponte Preta e num empate por 2 a 2 com o São Caetano. No ano seguinte foi emprestado para Goiás e Ituano.

### Náutico
Foi contratado em definitivo pelo Náutico no dia 8 de janeiro de 2014, chegando como um dos principais reforços para a temporada. Marinho realizou sua estreia no dia 24 de janeiro, numa vitória por 1 a 0 em cima do rival Sport, em partida válida pela Copa do Nordeste. Marcou seu primeiro gol em uma vitória por 3 a 1 diante do Salgueiro, em partida válida pelo Campeonato Pernambucano.

### Ceará
No dia 23 de dezembro de 2014, foi anunciado como reforço do Ceará para a temporada de 2015. Realizou sua estreia pelo Vovô em uma derrota por 2 a 1 para o Guarany de Sobral, numa partida válida pelo Campeonato Cearense. Conseguiu marcar seu primeiro gol numa vitória por 1 a 0 diante do River, em partida válida pela Copa do Nordeste. Pelo alvinegro, o atacante conquistou a Copa do Nordeste vencendo o Bahia nos dois jogos das finais.
Acabou sendo um dos destaques do Ceará na Série B, marcando quatro gols em cinco jogos. Além disso, teve grande atuação no empate por 3 a 3 diante do Santa Cruz, tendo marcado dois gols e evitando com que o Vovô perdesse a partida.

### Cruzeiro
Após o sucesso da entrevista polêmica, o atacante acabou despertando o interesse do Cruzeiro. O clube celeste acertou sua contratação no dia 29 de junho de 2015, com Marinho assinando por três temporadas. A Raposa adquiriu 50% dos direitos do jogador, pagando R$ 1,2 milhão de reais para o Ceará. Logo em sua estreia no dia 4 de julho, marcou seu primeiro gol pelo time celeste numa vitória por 2 a 0 diante do Atlético Paranaense, em partida válida pelo Campeonato Brasileiro.

### Vitória
Com pouco espaço no clube, em janeiro de 2016 Marinho foi emprestado para o Vitória até o fim da temporada.
Na sua estreia pelo rubro-negro, o atacante deu uma assistência e marcou um gol na vitória por 3 a 0 sobre o Jacuipense pelo Campeonato Baiano.
No dia 18 de junho, o Cruzeiro confirmou, através de seu site oficial, a venda de Marinho ao Vitória. O atacante, que havia sido emprestado ao clube baiano no início da temporada, assinou em definitivo com a equipe rubro-negra.
Marinho foi um dos destaques do Campeonato Brasileiro, chamando a atenção de vários clubes brasileiros. Um dos principais criadores de jogadas do time baiano, Marinho foi o líder em várias estatísticas que incluem todos os jogadores do campeonato: dribles certos, com 43 – seis a mais que o segundo colocado, Neilton, do Botafogo. Com 139 faltas sofridas, ele também foi, disparado, o número um nesse quesito. Se destacou também no fantasy game Cartola FC, no qual foi quem mais finalizou e obteve a maior média de pontos daqueles que disputaram no mínimo 40% das partidas. Ao fim do campeonato, foi escolhido para a seleção do jornal Lance!.

### Changchun Yatai
Em janeiro de 2017, após uma negociação que durou várias semanas, Marinho foi oficialmente contratado pelo Changchun Yatai, da China, por cinco milhões de euros (cerca de 17 milhões de reais). O Vitória, então detentor da totalidade dos direitos federativos e de 50% dos direitos econômicos do jogador, ficou com metade desse valor, o Cruzeiro com 30% e Jorge Machado, seu empresário, com os outros 20%.
Marinho não conseguiu se destacar como se esperava na China. Em duas temporadas, o atacante marcou apenas três gols em 22 partidas.

### Grêmio
No dia 28 de junho de 2018, o jogador foi anunciado como novo reforço do Grêmio, o acordo foi estabelecido em 8 milhões de reais.

### Santos

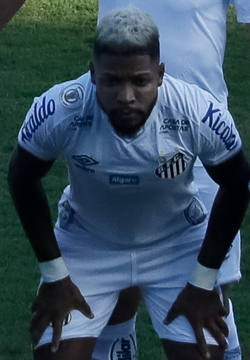
Marinho pelo Santos em 2019

Em 25 de maio de 2019, o Santos anunciou a contratação de Marinho, que assinou um contrato até o fim de 2022.

#### 2021
Marcou seu primeiro gol na temporada no dia 6 de abril, de pênalti, na vitória por 3 a 1 sobre o San Lorenzo, no jogo de ida da 3ª fase preliminar da Libertadores.
Em 2 de maio, deu uma assistência para Lucas Braga marcar e evitar a derrota para o RB Bragantino, terminando o jogo em 1 a 1, válido pela 10ª rodada do Campeonato Paulista. No jogo seguinte, foi o destaque do Peixe na goleada de 5 a 0 sobre o The Strongest, válida pela 3ª rodada da fase de grupos da Libertadores. Marinho marcou o 1° gol e deu uma assistência para Lucas Braga fazer o 4° gol do Peixe na partida.
Após quatro jogos em dez dias, Marinho acabou sentindo uma lesão muscular na coxa no jogo contra o Palmeiras, válido pela 11ª rodada do Paulista, saindo ainda no 1° tempo. Antes de sair, Marinho deu o passe para Kaio Jorge empatar o jogo em 1 a 1, mas o Santos acabou sendo derrotado por 3 a 2 e eliminado da competição, tendo pela primeira vez em sua história chances de cair para Segunda Divisão do Paulista.

### Flamengo

#### 2022
Em 27 de janeiro de 2022, o Flamengo chegou a um acordo com o Santos para a contratação de Marinho. Ele chegou para ocupar o espaço deixado por Kenedy, que retornou para o Chelsea, além da saída do atacante Michael, contratado pelo Al-Hilal. Anunciado oficialmente no dia 28 de janeiro, Marinho recebeu a camisa número 31.
Logo em sua estreia em 2 de fevereiro, Marinho fez seu primeiro gol com a camisa do Flamengo e o primeiro da partida, que terminou em 3–0 para rubro-negro sobre o Boavista na terceira rodada do Campeonato Carioca. Após a boa partida, disse:
| “                                     | Nosso grupo é muito qualificado, deu para perceber os meninos que estão fora. Eu estou chegando agora, estou procurando meu espaço e trabalhando tranquilo, sabendo que a concorrência é muito grande. Mas é bom, ela dá uma dor de cabeça para o professor, e toda honra e glória pela oportunidade que o Flamengo está me dando. Quero dedicar esse gol para o meu pai, em especial, para minha família e para minha mãe, se não ela vai ficar com ciúmes. Agora é voltar para o segundo tempo melhor para sairmos com a vitória. | ” |
| — Marinho, em entrevista após o jogo. | |   |

Após algum tempo, Marinho voltou a participar diretamente de um gol em 17 de abril, ao entrar no segundo tempo e conceder uma assistência para Arrascaeta fazer o último gol da vitória por 3–1 sobre o São Paulo na 2ª rodada do Campeonato Brasileiro.
Marcou no último jogo do Flamengo antes da final da Copa Libertadores de 2022. Em vitória por 3 a 2 contra o Santos, pela rodada 34 do Campeonato Brasileiro, seu tento deixou o placar em 2 a 1, desempatando.
Encerrou sua primeira época no Flamengo, onde disputou 43 partidas, marcou seis gols e deu seis assistências. 

#### 2023
Em maio de 2023, antes do jogo entre Flamengo x Ñublense, válido pela 4ª rodada da fase de grupos da Copa Libertadores, o jogador se recusou a viajar para o Chile e se desentendeu com a comissão técnica que interpretou como um ato de indisciplina. Marinho foi afastado do elenco, pois Jorge Sampaoli não queria mais contar com o jogador para o restante da temporada. Sendo assim, o atleta estava treinando separado, o que irritou bastante os seus representantes. O jogador insatisfeito com a situação ao longo das semanas, conversou com seu departamento jurídico para que o Flamengo reintegrasse o atleta ao grupo, sob possibilidade de ação judicial caso o desejo não fosse cumprido. Dias depois, ele voltou a participar das atividades com o restante do time.
Devido as polêmicas extracampo, a diretoria do Flamengo não poupou esforços para sua saída. A principio, o São Paulo fez forte investida e se acertou com o Flamengo, mas a negociação não foi a frente porque o atacante não aceitou a proposta salarial. 
No dia 20 de junho de 2023, a caminho do Fortaleza, Marinho anunciou a sua rescisão de contrato com o Flamengo. Após a rescisão de contrato, Marinho foi as redes sociais explicar a polêmica com o técnico Jorge Sampaoli e admitiu seu erro, na qual ele classificou como uma "Atitude imatura e infantil da minha parte".
Marinho deixou o Flamengo com 60 partidas, seis gols, nove assistências e dois títulos conquistados.

### Fortaleza
Após a rescisão de contrato com o Flamengo, Marinho foi anunciado como novo reforço do Fortaleza que será válido entre 1º de julho de 2023 a 1º de janeiro de 2026. Entre salário e luvas, ele receberá cerca de R$ 20 milhões com o contrato válido até dezembro de 2025.

## Estatísticas

### Clubes
Abaixo estão listados todos os jogos, gols e assistências do futebolista por clubes.
| Clube             | Temporada         | Campeonato nacional | Campeonato nacional | Campeonato nacional | Copa nacional[a] | Copa nacional[a] | Copa nacional[a] | Competições continentais[b] | Competições continentais[b] | Competições continentais[b] | Outros torneios[c] | Outros torneios[c] | Outros torneios[c] | Total | Total | Total   |
| Clube             | Temporada         | Jogos               | Gols                | Assist.             | Jogos            | Gols             | Assist.          | Jogos                       | Gols                        | Assist.                     | Jogos              | Gols               | Assist.            | Jogos | Gols  | Assist. |
| ----------------- | ----------------- | ------------------- | ------------------- | ------------------- | ---------------- | ---------------- | ---------------- | --------------------------- | --------------------------- | --------------------------- | ------------------ | ------------------ | ------------------ | ----- | ----- | ------- |
| Fluminense        | 2008              | 8                   | 0                   | 0                   | —                | —                | —                | —                           | —                           | —                           | 1                  | 0                  | 0                  | 9     | 0     | 0       |
| Fluminense        | Total             | 8                   | 0                   | 0                   | —                | —                | —                | —                           | —                           | —                           | 1                  | 0                  | 0                  | 9     | 0     | 0       |
| Internacional     | 2009              | —                   | —                   | —                   | —                | —                | —                | —                           | —                           | —                           | 1                  | 0                  | 0                  | 1     | 0     | 0       |
| Internacional     | 2010              | —                   | —                   | —                   | —                | —                | —                | —                           | —                           | —                           | 1                  | 0                  | 0                  | 1     | 0     | 0       |
| Internacional     | 2011              | —                   | —                   | —                   | —                | —                | —                | —                           | —                           | —                           | 3                  | 0                  | 0                  | 3     | 0     | 0       |
| Internacional     | Total             | —                   | —                   | —                   | —                | —                | —                | —                           | —                           | —                           | 5                  | 0                  | 0                  | 5     | 0     | 0       |
| Caxias            | 2011              | 5                   | 0                   | 0                   | —                | —                | —                | —                           | —                           | —                           | —                  | —                  | —                  | 5     | 0     | 0       |
| Caxias            | Total             | 5                   | 0                   | 0                   | —                | —                | —                | —                           | —                           | —                           | —                  | —                  | —                  | 5     | 0     | 0       |
| Paraná            | 2011              | 7                   | 2                   | 3                   | —                | —                | —                | —                           | —                           | —                           | —                  | —                  | —                  | 7     | 2     | 3       |
| Paraná            | Total             | 7                   | 2                   | 3                   | —                | —                | —                | —                           | —                           | —                           | —                  | —                  | —                  | 7     | 2     | 3       |
| Goiás             | 2012              | 2                   | 0                   | 0                   | 4                | 0                | 0                | —                           | —                           | —                           | 13                 | 0                  | 0                  | 19    | 0     | 0       |
| Goiás             | Total             | 2                   | 0                   | 0                   | 4                | 0                | 0                | —                           | —                           | —                           | 13                 | 0                  | 0                  | 19    | 0     | 0       |
| Ituano            | 2013              | —                   | —                   | —                   | —                | —                | —                | —                           | —                           | —                           | 11                 | 1                  | 0                  | 11    | 1     | 0       |
| Ituano            | Total             | —                   | —                   | —                   | —                | —                | —                | —                           | —                           | —                           | 11                 | 1                  | 0                  | 11    | 1     | 0       |
| Náutico           | 2014              | 17                  | 1                   | 0                   | 1                | 0                | 0                | —                           | —                           | —                           | 6                  | 1                  | 0                  | 24    | 2     | 0       |
| Náutico           | Total             | 17                  | 1                   | 0                   | 1                | 0                | 0                | —                           | —                           | —                           | 6                  | 1                  | 0                  | 24    | 2     | 0       |
| Ceará             | 2015              | 5                   | 4                   | 0                   | 3                | 1                | 0                | —                           | —                           | —                           | 21                 | 4                  | 0                  | 29    | 9     | 0       |
| Ceará             | Total             | 5                   | 4                   | 0                   | 3                | 1                | 0                | —                           | —                           | —                           | 21                 | 4                  | 0                  | 29    | 9     | 0       |
| Cruzeiro          | 2015              | 12                  | 1                   | 0                   | —                | —                | —                | —                           | —                           | —                           | —                  | —                  | —                  | 12    | 1     | 0       |
| Cruzeiro          | Total             | 12                  | 1                   | 0                   | —                | —                | —                | —                           | —                           | —                           | —                  | —                  | —                  | 12    | 1     | 0       |
| Vitória           | 2016              | 27                  | 12                  | 6                   | 4                | 6                | 0                | 2                           | 0                           | 0                           | 10                 | 3                  | 0                  | 43    | 21    | 6       |
| Vitória           | Total             | 27                  | 12                  | 6                   | 4                | 6                | 0                | 2                           | 0                           | 0                           | 10                 | 3                  | 0                  | 43    | 21    | 6       |
| Changchun Yatai   | 2017              | 17                  | 3                   | 2                   | —                | —                | —                | —                           | —                           | —                           | —                  | —                  | —                  | 17    | 3     | 2       |
| Changchun Yatai   | 2018              | 5                   | 0                   | 1                   | —                | —                | —                | —                           | —                           | —                           | —                  | —                  | —                  | 5     | 0     | 1       |
| Changchun Yatai   | Total             | 22                  | 3                   | 3                   | —                | —                | —                | —                           | —                           | —                           | —                  | —                  | —                  | 22    | 3     | 3       |
| Grêmio            | 2018              | 13                  | 1                   | 1                   | 2                | 0                | 0                | 1                           | 0                           | 0                           | —                  | —                  | —                  | 16    | 1     | 1       |
| Grêmio            | 2019              | 2                   | 0                   | 0                   | 0                | 0                | 0                | 2                           | 0                           | 1                           | 8                  | 4                  | 2                  | 12    | 4     | 3       |
| Grêmio            | Total             | 15                  | 1                   | 1                   | 2                | 0                | 0                | 3                           | 0                           | 1                           | 8                  | 4                  | 2                  | 28    | 5     | 4       |
| Santos            | 2019              | 27                  | 8                   | 4                   | 1                | 0                | 1                | —                           | —                           | —                           | —                  | —                  | —                  | 28    | 8     | 5       |
| Santos            | 2020              | 27                  | 17                  | 7                   | 2                | 0                | 0                | 10                          | 4                           | 1                           | 4                  | 3                  | 0                  | 43    | 24    | 8       |
| Santos            | 2021              | 27                  | 6                   | 1                   | 4                | 1                | 0                | 7                           | 2                           | 1                           | 4                  | 0                  | 2                  | 42    | 9     | 4       |
| Santos            | Total             | 81                  | 31                  | 12                  | 7                | 1                | 1                | 17                          | 6                           | 2                           | 8                  | 3                  | 2                  | 113   | 41    | 17      |
| Flamengo          | 2022              | 15                  | 2                   | 4                   | 3                | 0                | 0                | 5                           | 1                           | 1                           | 10                 | 1                  | 0                  | 33    | 4     | 5       |
| Flamengo          | Total             | 15                  | 2                   | 4                   | 3                | 0                | 0                | 5                           | 1                           | 1                           | 10                 | 1                  | 0                  | 33    | 4     | 5       |
| Total na carreira | Total na carreira | 216                 | 57                  | 29                  | 24               | 8                | 1                | 27                          | 7                           | 4                           | 93                 | 17                 | 4                  | 358   | 86    | 38      |

- a. ^ Jogos da Copa do Brasil
- b. ^ Jogos da Copa Sul-Americana e Copa Libertadores
- c. ^ Jogos do Campeonato Carioca, Campeonato Gaúcho, Campeonato Goiano, Campeonato Paulista, Campeonato Pernambucano, Campeonato Cearense e Campeonato Baiano

## Títulos
Internacional
- Campeonato Gaúcho: 2009

Goiás
- Campeonato Goiano: 2012
- Campeonato Brasileiro - Série B: 2012

Ceará
- Copa do Nordeste: 2015

Vitória
- Campeonato Baiano: 2016

Grêmio
- Recopa Gaúcha: 2019
- Campeonato Gaúcho: 2019

Flamengo
- Copa Libertadores da América: 2022[58]
- Copa do Brasil: 2022

Fortaleza
- Copa do Nordeste: 2024

### Prêmios individuais
- Seleção do Campeonato Baiano: 2016[59]
- Seleção Lance! do Brasileirão 2016[27]
- Melhor Jogador do Campeonato Baiano: 2016[59]
- Jogador do mês do Campeonato Brasileiro: Setembro de 2020
- Melhor Jogador da Copa Libertadores da América: 2020[60]
- Seleção da Copa Libertadores da América: 2020[61]
- Melhor Atacante - Prêmio Bola de Prata: Campeonato Brasileiro de 2020[62]
- Melhor Atacante - Prêmio Craque do Brasileirão: 2020
- Melhor Jogador da América - El País: 2020[63]
- Troféu Mesa Redonda - Melhor segundo atacante do Brasileirão: 2020
- Troféu Mesa Redonda - Melhor jogador do Brasileirão: 2020
- Seleção da Copa Sul-Americana: 2023[64]

### Artilharias
- Copa do Brasil de 2016 (6 gols)